# Atrichopogon paulus
Atrichopogon paulus är en tvåvingeart som beskrevs av Remm 1961. Atrichopogon paulus ingår i släktet Atrichopogon och familjen svidknott. Inga underarter finns listade i Catalogue of Life.